# Moaralmsee
Moaralmsee är en sjö i Österrike.   Den ligger i förbundslandet Steiermark, i den centrala delen av landet, 210 km väster om huvudstaden Wien. Moaralmsee ligger 1 617 meter över havet.
I omgivningarna runt Moaralmsee växer i huvudsak blandskog. Runt Moaralmsee är det ganska glesbefolkat, med 25 invånare per kvadratkilometer.